# Адельсоны
Адельсоны — дворянский род.
Адельсон, Осип Исаакович (1800 — ?) — врач, в 1823 г. по экзамену в Медико-хирургической академии в Петербурге получил звание доктора медицины; позже перешел в лютеранство; в 1826 г. определён сенатским лекарем; затем, до выхода в 1848 г. в отставку в чине статского советника, служил врачом при доме министра финансов и при канцеляриях министерства финансов: общей и по кредитной части. 7 февраля 1836 года по чину коллежского асессора пожалован ему с потомством диплом на дворянское достоинство.
- Адельсон, Николай Осипович (1829—1901) — генерал от кавалерии, Санкт-Петербургский комендант.

- Дети Якова Исааковича Адельсона (1791—1861) — статского советника, генерального консула в Кенигсберге — Густав-Мориц, род.1827, Иоганн-Людвиг (Иван Яковлевич), род. 1841 с сестрами — жалованы дипломом на потомственное дворянское достоинство по заслугам отца[1].

## Описание герба
Щит пересечён — полурассечён. В первой, золотой части, зелёный сломанный дуб, из которого выходит зелёная же ветвь. Во второй, зелёной части, серебряная раскрытая книга, на которой положен в перевязь влево, червлёный жезл, обвитый такою же змеею. В третьей, лазоревой части, на золотой горе, серебряный с круглою башнею замок, увенчанный золотою совою.
Щит увенчан дворянскими шлемом и короною. Нашлемник: три серебряных страусовых пера. Намёт: справа — зелёный, с золотом, слева — зелёный, с серебром. Герб Адельсона внесён в Часть 11 Общего гербовника дворянских родов Всероссийской империи, стр. 87.